# Giro del Piemonte 2001
Il Giro del Piemonte 2001, ottantottesima edizione della corsa, si svolse il 18 ottobre 2001 su un percorso di 190 km. La vittoria fu appannaggio del belga Nico Mattan, che completò il percorso in 4h23'07", precedendo l'italiano Fabio Sacchi e l'olandese Matthé Pronk.
Sul traguardo di Domodossola 17 ciclisti, su 180 partiti da Novara, portarono a termine la competizione. 

## Squadre e corridori partecipanti
| N.    | Cod. | Squadra                    |
| ----- | ---- | -------------------------- |
| 1-8   | ALS  | Alessio                    |
| 9-16  | ALA  | Alexia Alluminio           |
| 17-24 | AVB  | Amore & Vita-Beretta       |
| 25-32 | CTA  | Cantina Tollo-Acqua&Sapone |
| 33-40 | PAN  | Ceramiche Panaria-Fiordo   |
| 41-48 | COF  | Cofidis                    |
| 49-56 | CSC  | Team CSC-Tiscali           |
| 57-64 | DFF  | Domo-Farm Frites           |
| 65-72 | FAS  | Fassa Bortolo              |
| 73-80 | BAN  | iBanesto.com               |
| 81-88 | LAM  | Lampre-Daikin              |
| 89-96 | LIQ  | Liquigas-Pata              |

| N.      | Cod. | Squadra                        |
| ------- | ---- | ------------------------------ |
| 97-104  | LOT  | Lotto-Adecco                   |
| 105-112 | MAP  | Mapei-Quick Step               |
| 113-120 | MER  | Mercatone Uno                  |
| 121-128 | MOB  | Mobilvetta Design-Formaggi Tr. |
| 129-135 | ONE  | O.N.C.E.-Eroski                |
| 137-144 | RAB  | Rabobank                       |
| 145-152 | SAE  | Saeco                          |
| 153-160 | SEL  | Selle Italia-Pacific           |
| 161-168 | TAC  | Tacconi Sport-Vini Caldirola   |
| 169-176 | COA  | Team Coast                     |
| 177-184 | CPA  | Team Colpack-Astro             |

## Resoconto degli eventi
Dopo 17 Km. dal via di Novara partì una fuga di 17 uomini, che si rivelò poi decisiva in quanto solo questi corridori giunsero al traguardo di Domodossola; i 17 corridori erano: Nico Mattan e Chris Peers (Cofidis), Fabio Sacchi (Saeco), Matthé Pronk (Rabobank), Michael Rogers e Luca Paolini (Mapei), Mauro Radaelli (Tacconi Sport), Oscar Pozzi (Fassa Bortolo), Eladio Jiménez (iBanesto.com), Paolo Valoti e Alexandre Shefer (Alessio), Nicki Sørensen (CSC Tiscali), Jörg Jaksche e David Arroyo (O.N.C.E.), Raivis Belohvoščiks (Lampre), Domenico Romano (Ceramiche Panaria) e Corrado Serina (Alexia). 
Al Km. 93, nei pressi del Colle della Cremosina, il vantaggio dei battistrada era di 12'40", che si dilatò fino a 18'; Carmine Castellano, prima del circuito cittadino conclusivo a Domodossola, decise di squalificare l'intero gruppo a causa del grande ritardo accumulato. Lo sprint finale venne vinto dal belga Mattan, davanti a Sacchi e Pronk.

## Ordine d'arrivo (Top 10)
| Pos. | Corridore              | Squadra          | Tempo    |
| ---- | ---------------------- | ---------------- | -------- |
| 1    | Nico Mattan            | Cofidis          | 4h23'07" |
| 2    | Fabio Sacchi           | Saeco            | s.t.     |
| 3    | Matthé Pronk           | Rabobank         | s.t.     |
| 4    | Luca Paolini           | Mapei-Quick Step | s.t.     |
| 5    | Mauro Radaelli         | Tacconi Sport    | s.t.     |
| 6    | Oscar Pozzi            | Fassa Bortolo    | s.t.     |
| 7    | Eladio Jimenez Sanchez | iBanesto.com     | s.t.     |
| 8    | Paolo Valoti           | Alessio          | a 1"     |
| 9    | Nicki Sørensen         | Team CSC-Tiscali | s.t.     |
| 10   | Jörg Jaksche           | O.N.C.E.-Eroski  | s.t.     |